# 費利·威特曼
費利·威特曼（Ferry Weertman，1992年6月27日—）是一名荷兰游泳运动员，获得2016年里约奥运会男子10公里公开水域游泳金牌。

## 事业
2014年赢得欧洲游泳锦标赛10公里游泳冠军。2015年赢得世界游泳锦标赛10公里银牌。
2016年获得欧洲公开水域锦标赛10公里游泳冠军。
2016年8月16日，以1小时52分59.8秒的成绩赢得里约奥运会10公里游泳金牌。